# Pedro de Novo y Fernández Chicarro
Pedro de Novo y Fernández Chicarro (Madrid, 6 de desembre de 1884 - 3 de gener de 1953) fou un enginyer i biòleg espanyol, acadèmic de la Reial Acadèmia de Ciències Exactes, Físiques i Naturals.

## Biografia
Era fill del militar i acadèmic Pedro de Novo y Colson. Va estudiar a l'Escola Especial d'Enginyers de Mines, en la que el 1929 en fou professor de geologia, i estudià geologia amb Lucas Mallada y Pueyo, cap de la Comissió del Mapa Geològic, amb qui va fer treballs de camp a la província d'Alacant i a Andalusia. El 1924 fou escollit acadèmic de la Reial Acadèmia de Ciències Exactes, Físiques i Naturals, i hi ingressà l'any següent amb el discurs El velo de Isis en la síntesis geológica. El 1934 participà en l'expedició que va fer el primer mapa geològic de la Guinea Espanyola.
Després de la guerra civil espanyola fou nomenat director del Museu Nacional de Ciències Naturals d'Espanya. També fou membre corresponsal de la Reial Acadèmia de Ciències i Arts de Barcelona, de la Real Academia de Ciencias, Bellas Letras y Nobles Artes de Córdoba, de l'Acadèmia de Ciències de Lisboa i de l'Institut de Coïmbra. De 1943 a 1950 fou president de la Reial Societat Geogràfica d'Espanya.

## Obres
- Reseña geológica de la provincia de Alicante
- Hidrología subterránea de las provincias de Alicante y Murcia
- Rectificación del Mapa Geológico de la provincia de Huelva y de Alemtejo (Portugal)
- La faz de la tierra (traducció de Der Antlitz der Erde, d'Eduard Suess, 1923)
- De Sierra Morena a Sierra Nevada (Reconocimiento orogénico de la región bética) (1926).
- Diccionario de voces usadas en geografía física (1949)